# Aleksandr Tretiakov (skeleton)
Pour l’article homonyme, voir Aleksandr Tretiakov (lutte).
Aleksandr Vladimirovitch Tretiakov (en russe : Александр Владимирович Третьяков), né le 19 avril 1985 à Krasnoïarsk, est un skeletoneur russe qui participe aux compétitions internationales depuis 2004. Il remporte la compétition de skeleton des Jeux de Sotchi 2014, mais le 22 novembre 2017, le CIO le disqualifie pour dopage. Les motivations liées à sa disqualification sont intégralement publiées par le CIO le 11 décembre 2017.
Mais contre toute attente, il a été blanchi par le TAS le 1er février 2018. Il a donc retrouvé son titre de médaille d'or olympique.

## Carrière
Il a pris part aux Jeux olympiques d'hiver de 2006 à Turin où il termina meilleur représentant de son pays dans sa discipline en terminant quinzième. En 2010, il réussit à confirmer ses bonnes performances précédentes en se parant de bronze à Vancouver.
Lors de la coupe du monde 2007, il a terminé à la troisième place du classement général derrière les Américains Zach Lund et Eric Bernotas. Cette place fut acquise grâce notamment à deux succès à Igls et à Winterberg.
Il prend une nouvelle dimension en 2009, lorsqu'il remporte la Coupe du monde devant Grasl et Rommel, l'avantage décisif a obtenu lors des deux dernières manches de la saison disputées à Park City qu'il gagne. Il s'imposera de nouveau sur cette piste en 2011, sa dernière de ses 5 victoires à ce jour.
En 2013, lors des Championnats du monde à Saint-Moritz, il réalise la plus grande performance de sa carrière en remportant l'or devant celui qui domine la discipline ces dernières années : Martins Dukurs, avec seulement trois centièmes d'avance seulement. Il est le premier russe à devenir champion du monde dans cette discipline.
L'année suivante, il devient champion olympique devant son public à Sotchi en battant de nouveau le Letton Martins Dukurs. Toutefois, ce titre olympique lui est retiré le 22 novembre 2017 par le Comité international olympique pour cause de dopage. Mais contre toute attente, il est blanchi par le TAS le 1er février 2018. Il récupère donc son titre olympique.  

## Palmarès
| Compétitions / Année    | Compétitions / Année    | 2006 | 2007 | 2008 | 2009 | 2010 | 2011 | 2012 | 2013 | 2014 | 2015 | 2016 | 2017 | 2018 | 2019 | 2020 | 2021 |
| ----------------------- | ----------------------- | ---- | ---- | ---- | ---- | ---- | ---- | ---- | ---- | ---- | ---- | ---- | ---- | ---- | ---- | ---- | ---- |
| Jeux olympiques d'hiver | Jeux olympiques d'hiver | 15e  | -    | -    | -    | 3e   | -    | -    | -    | 1er  | -    | -    | -    | -    | -    | -    | -    |
| Champ. du monde         | Ind.                    | JO.  | 5e   | 9e   | 3e   | JO.  | 2e   | 12e  | 1er  | JO.  | 2e   | 2e   | 4e   | JO.  | 6e   | 8e   | 2e   |
| Champ. du monde         | Mixte                   | JO.  | -    | -    | -    | JO.  | -    | -    | -    | JO.  | 3e   | 2e   | -    | JO.  | -    | -    | 3e   |
| Champ. d'Europe         | Champ. d'Europe         | 19e  | 1er  | 7e   | 5e   | 3e   | 3e   | 6e   | 2e   | -    | 2e   | 4e   | 3e   | 23e  | 3e   | 4e   | 1er  |
| Coupe du monde          | Coupe du monde          | -    | 3e   | 16e  | 1er  | 8e   | 5e   | 4e   | 4e   | 4e   | 7e   | 12e  | 3e   | 9e   | 1er  | 2e   | 5e   |

### Coupe du monde
- 2 globes de cristal en individuel : vainqueur en 2009 et 2019.
- 68 podiums individuels : 22 victoires, 26 deuxièmes places et 20 troisièmes places.

#### Détails des victoires en Coupe du monde
| Édition   | Piste                                    | Total |
| 2006-2007 | Igls Winterberg                          | 2     |
| 2008-2009 | Park City x 2                            | 2     |
| 2010-2011 | Park City                                | 1     |
| 2013-2014 | Park City                                | 1     |
| 2014-2015 | Königssee Sotchi                         | 2     |
| 2016-2017 | Lake Placid Königssee                    | 2     |
| 2018-2019 | Winterberg Altenberg Lake Placid Calgary | 4     |
| 2019-2020 | Lake Placid La Plagne Königssee          | 3     |
| 2020-2021 | Igls x2 Winterberg                       | 3     |
| 2021-2022 | Igls Winterberg                          | 2     |